# ハートリー郡 (テキサス州)
ハートリー郡（ハートリーぐん、英: Hartley County）は、アメリカ合衆国テキサス州の北部に位置する郡である。2010年国勢調査での人口は6,062人であり、2000年の5,537人から9.5%増加した。郡庁所在地はチャニング市（人口363人）であり、同郡で人口最大の町は隣接するダラム郡の郡庁所在地でありハートリー郡にも跨っているダルハート市（人口7,930人）である。郡名はテキサス州初期の議会議員かつ弁護士だったオリバー・C・ハートリーおよびその兄弟のルーファス・K・ハートリーの二人に因んで名付けられた。チャニング市はダルハート穀物倉庫会社を運営している。

## 地理
アメリカ合衆国国勢調査局に拠れば、郡域全面積は1,463平方マイル (3,789.2 km2)であり、このうち陸1,462平方マイル (3,786.6 km2)、水域は1平方マイル (2.6 km2)で水域率は0.06%である。

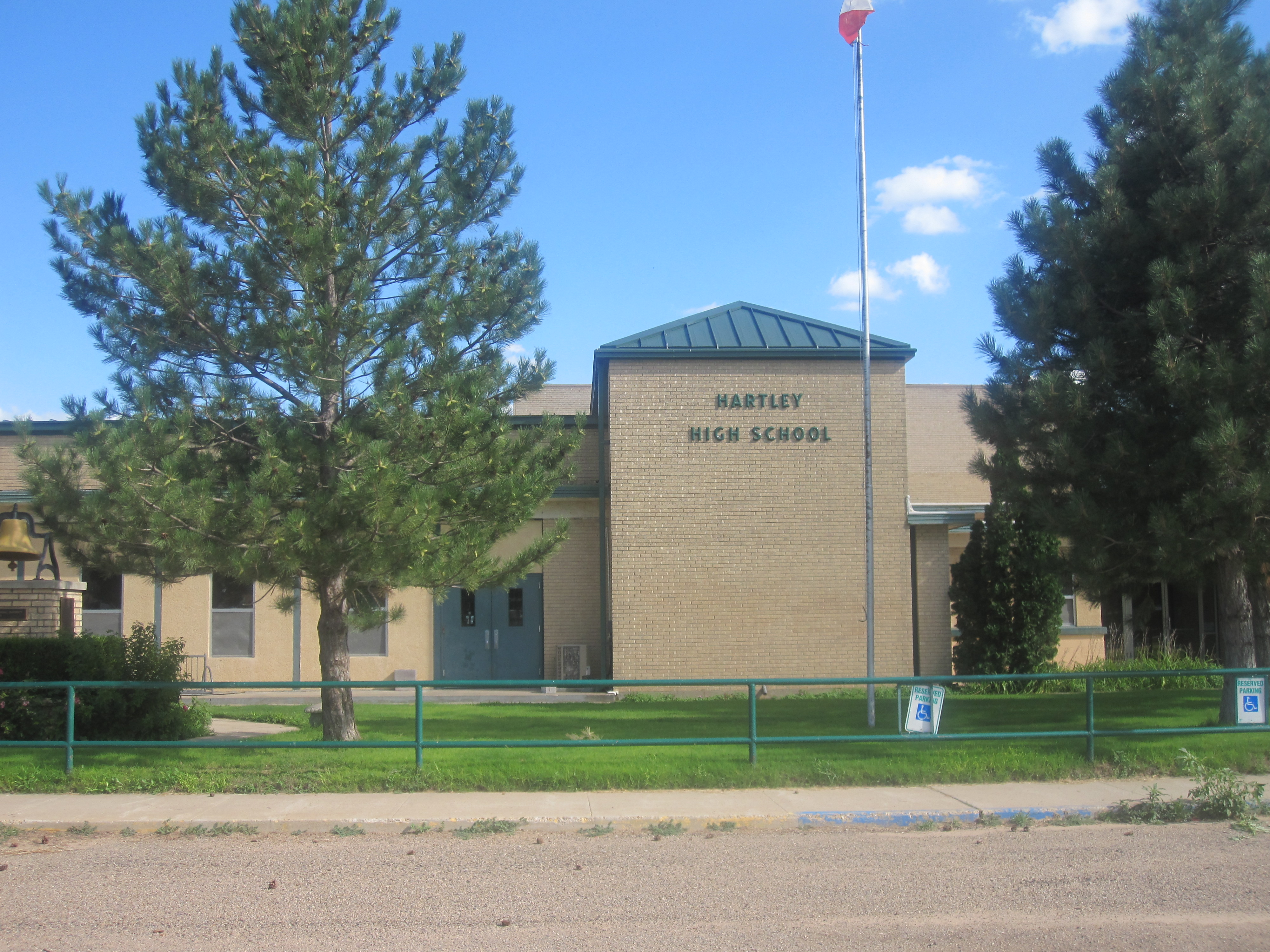
ハートリー高校

### 主要高規格道路
- アメリカ国道54号線
- アメリカ国道87号線
- アメリカ国道385号線
- テキサス州道354号線

### 隣接する郡
- ダラム郡 - 北
- ムーア郡 - 東
- オールダム郡 - 南
- クワイ郡 (ニューメキシコ州) - 南西
- ユニオン郡 (ニューメキシコ州) - 北西

## 人口動態

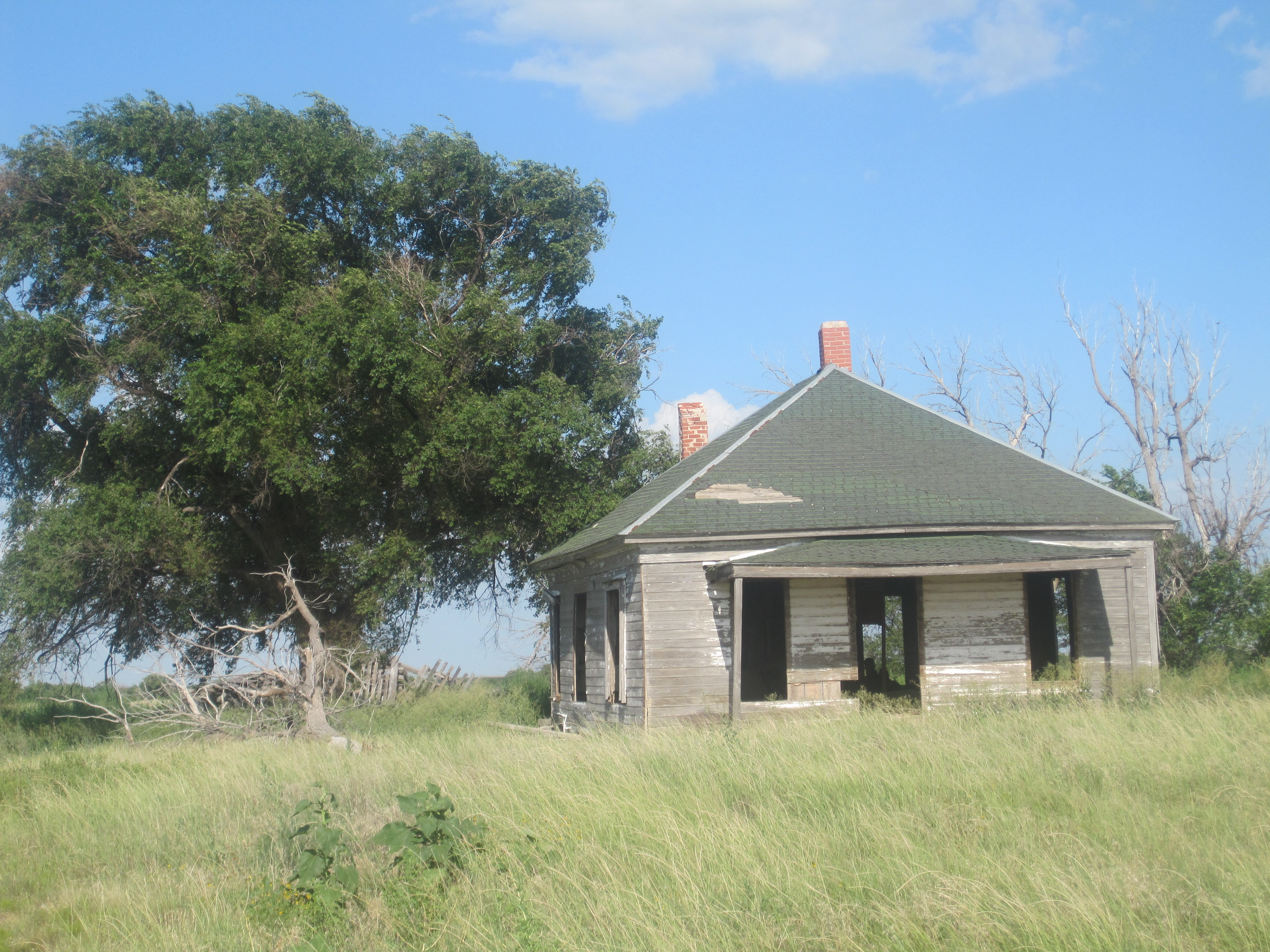
ハートリー郡内の廃屋

以下は2000年の国勢調査による人口統計データである。
| 基礎データ - 人口: 5,537人 - 世帯数: 1,604 世帯 - 家族数: 1,220 家族 - 人口密度: 1人/km2（4人/mi2） - 住居数: 1,760軒 - 住居密度: 0軒/km2（1軒/mi2） 人種別人口構成 - 白人: 81.07% - アフリカン・アメリカン: 8.15% - ネイティブ・アメリカン: 0.43% - アジア人: 0.27% - 太平洋諸島系: 0.05% - その他の人種: 8.06% - 混血: 1.43% - ヒスパニック・ラテン系: 13.69% 年齢別人口構成 - 18歳未満: 20.8% - 18-24歳: 4.7% - 25-44歳: 35.75% - 45-64歳: 26.9% - 65歳以上: 11.9% - 年齢の中央値: 40歳 - 性比（女性100人あたり男性の人口） - 総人口: 154.1 - 18歳以上: 172.9 | 世帯と家族（対世帯数） - 18歳未満の子供がいる: 35.5% - 結婚・同居している夫婦: 68.9% - 未婚・離婚・死別女性が世帯主: 4.7% - 非家族世帯: 23.9% - 単身世帯: 21.6% - 65歳以上の老人1人暮らし: 11.8% - 平均構成人数 - 世帯: 2.56人 - 家族: 2.98人 収入と家計 - 収入の中央値 - 世帯: 46,327米ドル - 家族: 53,004米ドル - 性別 - 男性: 29,783米ドル - 女性: 21,783米ドル - 人口1人あたり収入: 18,067米ドル - 貧困線以下 - 対人口: 6.6% - 対家族数: 3.7% - 18歳未満: 8.0% - 65歳以上: 5.3% |

## 州政府の機関
テキサス州刑事司法省が郡内ダルハート市近くの未編入領域でダルハート刑務所を運営している。

## 都市と町
- チャニング、都市、人口363人 - 郡庁所在地
- ダルハート、都市、人口7,930人、隣接するダラム郡に跨っている
- ハートリー、国勢調査指定地域、人口540人